# (15) Eunomie
Pour les articles homonymes, voir Eunomie (homonymie).
(15) Eunomie est un très gros astéroïde de la partie interne de la ceinture d'astéroïdes. Il est le plus grand des astéroïdes rocheux de type S, et se situe entre la 8e et la 12e place quant à sa taille parmi les gros astéroïdes de la ceinture principale dans son ensemble (l'incertitude sur son diamètre est à l'origine de l'incertitude du classement). Il est le plus gros astéroïde de la famille d'Eunomie, et on estime qu'il contient 1 % de la masse de la ceinture d'astéroïdes.
Eunomie a été découvert par Annibale De Gasparis le 29 juillet 1851 à l'observatoire astronomique de Capodimonte, près de Naples. Il est nommé d'après Eunomie, l'une des Horae (ou Heures), personnification de l'ordre et de la loi dans la mythologie grecque. Les premiers astéroïdes découverts possèdent un symbole astronomique et celui d'Eunomie est .

## Caractéristiques
En tant que plus gros astéroïde de type S (rang qu'il dispute étroitement avec (3) Junon, classé deuxième), Eunomie a reçu une attention modérée de la part de la communauté scientifique. Il compte pour un peu plus d'1 % de la masse de l'ensemble de la ceinture d'astéroïdes, à titre de comparaison (1) Cérès compte pour environ un tiers.
Eunomie semble être un corps allongé mais de forme assez régulière, arrondie, structurée par quatre côtés apparents, de courbure et de composition moyenne sensiblement différentes. Son allongement conduit à l'hypothèse qu'Eunomie puisse être un objet binaire mais cela a été réfuté. Sa rotation est rétrograde avec son pôle pointant vers les coordonnées écliptiques (β, λ) = (-65°, 2°) avec une incertitude de 10°. Cela donne une inclinaison axiale d'environ 165°.
Comme les autres membres réels de sa famille, sa surface est composée de silicates et d'un peu de nickel ferreux ; sa teinte est franchement claire. Des pyroxènes riches en calcium et de l'olivine, ainsi que du métal (nickel ferreux), ont été détectés à la surface de l'astéroïde. Des études spectroscopiques ont suggéré qu'Eunomie présente des régions de compositions différentes : la plus grande région dominée par l'olivine, est pauvre en pyroxène et riche en métal ; une autre région un peu plus petite localisée sur un hémisphère (l'extrémité la moins pointue) est nettement plus riche en pyroxène et possède une composition à base de basalte.
Cette composition indique que le corps parent a probablement été soumis à des processus magmatiques et est devenu au fil du temps au moins partiellement différencié, sous l'influence d'une chauffe interne dans la première période de formation du système solaire. La gamme des compositions des autres astéroïdes de la famille d'Eunomie, issus de la collision avec le même corps parent, est assez large pour prendre en compte toutes les différences de surface d'Eunomie. Fait intéressant, la majorité des petits astéroïdes de la famille sont plus riches en pyroxène que la surface d'Eunomie et contiennent très peu de corps (métalliques) de type M.
Au total, ces éléments de preuve suggèrent qu'Eunomie puisse être le vestige central du corps parent des astéroïdes de la famille d'Eunomie, et qu'il fut dépouillé de sa croûte par le corps impacteur, sans possiblement être lui-même perturbé par la collision. Cependant, il existe une incertitude sur la structure interne et la relation d'Eunomie à son corps parent. Les simulations informatiques de la collision rendent aussi parfaitement compatible la création d'Eunomie par agrégation de la plupart des fragments d'un corps parent complètement désintégré par la collision mais la très haute densité d'Eunomie indiquerait qu'il n'est pas fait de résidus collisionnels. Quoi qu'il en soit à ce sujet, il semble que la région intégrale du noyau métallique, si elle existe bien, n'a pas été exposée.
Une explication plus ancienne des différences de composition, est qu'Eunomie serait un fragment du manteau d'un corps parent beaucoup plus grand (composé d'un peu de croûte sur une extrémité et d'un peu du noyau de l'autre). Cette explication semble être aujourd'hui écartée par des études sur la distribution de la masse de tous les astéroïdes de la famille d'Eunomie. Ces études indiquent que le plus grand fragment (qui est Eunomie) compte pour environ 70 % de la masse du corps parent, ce qui est cohérent avec l'hypothèse qu'Eunomie puisse être le reste central de l'impacteur, dépouillé de sa croûte et d'une partie de son manteau.
Ces indications sont également en accord avec les récentes déterminations de sa masse qui indiquent que la densité élevée d'Eunomie est typique des astéroïdes rocheux majoritairement intacts, et n'est pas anormalement basse (elle vaut environ 1 g/cm3) comme cela fut suggéré par le passé pour expliquer le fait qu'il puisse être issu de résidus d'impact.

## Orbite
L'orbite d'(15) Eunomie le place dans une résonance de moyen mouvement de 07:16 avec la planète Mars. Eunomie est utilisé par le Centre des planètes mineures pour calculer les perturbations des astéroïdes. La durée de Liapounov calculée pour cet astéroïde est de 25 000 ans, ce qui indique qu'il occupe une orbite chaotique qui va changer de façon aléatoire au fil du temps en raison des perturbations gravitationnelles des planètes.
Eunomie a été observé à trois reprises lors d'occultations d'étoiles. Il a une magnitude d'opposition moyenne de 8,5, à peu près égale à la luminosité moyenne de Titan, et peut atteindre +7,9 à proximité d'une opposition périhélique, comme ce fut le cas autour du 28 novembre 2011.
L’astéroïde (50278) 2000 CZ12 est passé à environ 0,000 37 UA (55 000 km d'Eunomie le 4 mars 2002.

## Dans la fiction
- Un des niveaux cachés du jeu vidéo Descent est une expédition dans une station minière secrète sur l'astéroïde Eunomie.
- Eunomie est mentionné comme l'un des cinq plus gros astéroïdes dans le roman de science-fiction Rendez-vous avec Rama.
- (15) Eunomie est presque complètement anéantie dans le roman de science-fiction Espace Apprentice par des physiciens et astrophysiciens qui testent expérimentalement des modèles cosmologiques et la théorie de la relativité générale. Un épisode montre l'étude des ondes gravitationnelles au détriment d'un morceau d'Eunomie de la taille de l'Everest.
- Dans le film Premier Contact, le vaisseau des heptapodes s'inspire de la forme de l'astéroïde[6],[7].